# Leonard Cheshire

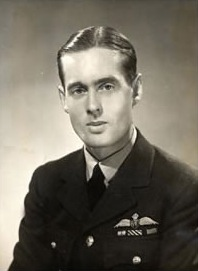
Wing Commander Leonard Cheshire, 1943

Geoffrey Leonard Cheshire, Baron Cheshire VC, OM, DSO (* 7. September 1917 in Hoole, Chester; † 31. Juli 1992 in Cavendish, Suffolk) war ein englischer Pilot der Royal Air Force, Offizier und Philanthrop.

## Leben
Leonard Cheshire war der Sohn von Geoffrey Chevalier Cheshire, einem Barrister (Rechtsanwalt) und Kommentator des Common Law. Seine Mutter war Primrose Barstow. Er wuchs nahe Oxford auf.
Um Ostern 1936 organisierte sein Vater einen Aufenthalt im nationalsozialistischen Deutschland in der Familie Ludwig von Reuters. Cheshire verweigerte den Hitlergruß und geriet dadurch in Schwierigkeiten. Cheshire flog bereits ab 1940 Kampfeinsätze, ab 1943 gehörte er der No. 617 Squadron an.  Er wurde der jüngste Group Caption der Royal Air Force (was dem Dienstrang eines Obersts entspricht) und flog mehr als 100 Einsätze in 4 Tours of Duty. Seine Aufgabe in der 617. Squadron war die Markierung des Angriffsziels als Pathfinder, zunächst mit einer De Havilland Mosquito, später auch mit einer North American Mustang. Einer seiner letzten Kampfeinsätze war ein Bombenangriff auf München April 1944. In Würdigung seiner militärischen Leistungen wurde Cheshire 1944 mit dem Victoria Cross, der höchsten militärischen Auszeichnung des Commonwealth, geehrt. Danach erhielt er administrative Aufgaben, unter anderem in der British Joint Mission in Washington.
Nach dem Krieg gründete er ein Pflegeheim für körperlich Behinderte. 1991 wurde er für seinen sozialen Einsatz zum Life Peer ernannt.